# Trichogramma interius
Trichogramma interius är en stekelart som beskrevs av Pinto 1999. Trichogramma interius ingår i släktet Trichogramma och familjen hårstrimsteklar. Inga underarter finns listade i Catalogue of Life.